# Stazione di Colonia Centrale
La stazione di Colonia Centrale (in tedesco Köln Hbf – abbreviazione di Köln Hauptbahnhof, letteralmente "Colonia stazione principale") è la più grande stazione della città, capolinea della rete della DB a Colonia. È nella corrispondenza con parecchie linee di trasporto urbano (fra cui la Stadtbahn di Colonia). Con 280.000 di viaggiatori al giorno, è la stazione più trafficata della Renania Settentrionale-Vestfalia.

## Storia
Nel 1951 venne indetto un concorso di progettazione per il nuovo fabbricato viaggiatori, in sostituzione di quello precedente distrutto durante la guerra; il concorso fu vinto da Ottmar Schmitt, in collaborazione con gli architetti Waltenberg e Brunner dell direzione ferroviaria di Francoforte. L'edificio fu compiuto nel 1957 e si caratterizza per il grande atrio vetrato che offre una vista sul duomo prospiciente.

## Movimento

### Trasporto regionale e S-Bahn
La stazione è servita dalle linee RegioExpress RE 1, RE 5, RE 6, RE 7, RE 8, RE 9, RE 12 e RE 22, dalle linee regionali RB 24, RB 26, RB 27, RB 38 e RB 48, e dalle linee S 6, S 11, S 12 e S 13/19 della S-Bahn.

## Interscambi
- Fermata Stadtbahn (Dom/Hauptbahnhof, linee 5, 16 e 18)[4]
- Fermata Stadtbahn (Breslauer Platz/Hauptbahnhof, linee 16 e 18)[4]
- Fermata autobus[5]